# Ko Ya Wa Bon
Ko Ya Wa Bon – tajska wyspa leżąca na Morzu Andamańskim. Administracyjnie położona jest w prowincji Krabi. Najwyższe wzniesienie wynosi w przybliżeniu 6 m n.p.m. Wyspa jest niezamieszkana.
Leży w odległości około 1,2 km na południowy zachód od wyspy Ko Po Da Nok, około 2,8–2,9 km na południowy zachód od Ko Po Da Nai, około 600 m na południowy wschód od Ko Mae Urai oraz około 650 m na południowy wschód od Ko Ya Wa Bong Ko.